# Bartosz Iwan
Bartosz Iwan (ur. 18 kwietnia 1984 w Krakowie) – polski trener piłkarski i piłkarz występujący na pozycji pomocnika. 
Rozegrał 108 spotkań w polskiej ekstraklasie jako zawodnik m.in. Wisły Kraków, Górnika Zabrze i Widzewa Łódź.

## Życiorys
Iwan jest wychowankiem Strzelców Kraków, skąd trafił do Wisły Kraków.
W 2006 roku zadebiutował w pierwszej lidze. Już w pierwszym rozegranym meczu przez (Widzew Łódź z Dyskobolią Grodzisk Wielkopolski) zdołał strzelić bramkę. Do łódzkiego klubu trafił, przechodząc na zasadzie wypożyczenie z Wisły Kraków. Następnie był zawodnikiem Odry Wodzisław, GKS Katowice oraz Piasta Gliwice. Od 27 lipca 2011 do 2 grudnia 2011 był zawodnikiem Olimpii Elbląg. 1 marca 2012 został zatwierdzony do gry w barwach Garbarni Kraków, zespołu II ligi wschodniej. 
W sezonie 2012/2013 został piłkarzem Górnika Zabrze, z którym w sierpniu 2015 roku rozwiązał kontrakt. Związał się dwuletnim kontraktem z pierwszoligowym GKS Katowice.  W sezonie 2015/2016 zagrał w barwach katowickiego klubu dziewiętnaście meczów w I lidze, strzelając trzy bramki. Po sezonie rozwiązał kontrakt i został zawodnikiem IV ligowej drużyny LKS Wilki Wilcza. W latach 2019–2020 był piłkarzem Wieczystej Kraków, jednocześnie pełniąc obowiązki asystenta trenera.
W sierpniu 2022 Iwan został trenerem występującego w wielickiej klasie A LKS Czarnochowice, zaś od listopada 2023 jest szkoleniowcem Piasta Wołowice (klasa okręgowa Kraków I).

## Życie prywatne
Syn piłkarza i reprezentanta Polski Andrzeja Iwana.